# Баня Гаджи Гаиба
Баня Гаджи Гаиба (азерб. Hacı Qayıb hamamı) — архитектурный памятник Баку предположительно XV века. Расположена в квартале Ичери Шехер напротив Девичьей башни (улица Асафа Зейналлы, 67).
Входной портал бани — прямоугольной формы. Комплекс бани делится на 3 группы: предбанник, раздевальная и помещение для купания. Раздевальная и купальная имеют восьмиугольные центральные залы, окруженные малыми помещениями. Своды и купола имеют различные фигурные очертания и тщательно выполнены. В центре зала находится бассейн с горячей и холодной водой. Пол был покрыт каменными плитами и отапливался проложенными под ним гончарными трубами или каналами, по которым проходил горячий воздух, полученный при нагреве воды.

## История
Баня, предположительно, датируется XV веком.
Комплекс обнаружен в ходе раскопок в 1964 году.